# 川上大典
川上 大典（かわかみ たいてん、別名（畑大典）はた　たいてん1980年11月9日 - ）は、日本のライター（本、論文）、ゲームシナリオライター、ゲームプランナー、記者、ライター、漫画原作者、元大学講師。

## 略歴
鹿児島県生まれ。筑波大学大学院生命環境科学研究科博士前期課程修了。九州大学大学院芸術工学府博士後期課程に進学。大学生の頃から「Get Navi」（学研）などの雑誌に記事を書いていた。NTTデータ豊洲本社での長期のインターンシップで公共施設のイベントの企画を学ぶ。企画に興味を抱く。梅本竜に師事する。児童文学同人誌「鬼ヶ島通信」第42号で投稿エッセーが掲載。雑誌やウェブ新聞で記者として、漫画家・ゲーム作曲家らクリエーターへのインタビューや漫画に関するコラム、ゲームや映画の紹介記事を担当する。ゲーム会社のセガ、総合学園ヒューマンアカデミーゲームカレッジ鹿児島校の講師、、スタジオわさびのシナリオライター・プランナーになり、東京国際工科専門職大学工科学部デジタルエンタテインメント学科の専任講師を経て、コーエーテクモゲームスのプランナーに。2023年4月1日に、アニメ「新やらないか」のシナリオ協力として発表された。

## 参加作品

### 企画・運営・ゲームシナリオ
- 魔法学園デュナミス・ヘブン（携帯アプリ、ホープムーン）：一部シナリオ[1]
- もえスタ 〜萌える東大英語塾〜（ニンテンドーDS、未来少年）：企画協力・読み切り小説[1]
- 降魔霊符伝イヅナ（ニンテンドーDS、サクセス）：一部シナリオ[5]
- アトリエオンライン 〜ブレセイルの錬金術士〜（iOS / Android、コーエーテクモゲームス）：一部シナリオ（アーシャ）[5][6]
- 狼ゲーム（iOS / Android、スタジオわさび）：一部シナリオ（男子会3）[6][出典無効]
- レスレリアーナのアトリエ ～忘れられた錬金術と極夜の解放者～（iOS / Android、コーエーテクモゲームス）：一部

### 漫画原作
- 「総合マンガ誌キッチュ（ワイズ出版第二号）」「今夜、バーで」原作:川上大典、作画:風狸けん（ワイズ出版・2019年）[7]

### アニメ
- 「ケンダマスター拳　しんげきじょうばん：笑」協力
- 「新やらないか」シナリオ協力

## 共編著
- 『ゲームシナリオを書こう！』米光一成、鈴木理香、笹成稀多郎、門司共著（青弓社・2014年）、ゲーム『ONE～輝く季節へ～』の二次創作も掲載されている[8]。[注 1]
- 『このアニメ映画はおもしろい！』小張アキコ、須川亜紀子、武田かおり、大澤良貴、小中千昭、飯田和敏、大井昌和、平田研也共著（青弓社・2015年）
- 『ゲームシナリオの教科書　ぼくらのゲームの作り方』北野不凡、都乃河勇人、長山豊、ハサマ、平川らいあん、米光一成共著（秀和システム・2018年）[注 2]
- 『ゲームプランとデザインの教科書 ぼくらのゲームの作り方』飯田和敏、井上信行、北野不凡 、鈴木理香、平川らいあん、米光一成共著（秀和システム・2018年）[注 3]
- 『ゲーム作りの発想法と企画書の作り方』鶴田道孝、利波創造、長山豊、佐野一馬、大和環、門司共著（総合科学出版・2020年）

Q&A:時田貴司、杉中克考、井上信行、都乃河勇人、牧山昌弘、HIRO、和泉万夜、荒川工、新井清志、渡辺僚一、片岡とも、齋藤幹雄
- 『ゲーム作りの教科書』飯田和敏、メタルユーキ（齋藤幹雄）、タシロハヤト、利波創造、有川光太共著（三才ブックス・2025年）

### トークライブ
- 「ゲームシナリオを書こう～裏側SP！～」（阿佐ヶ谷ロフトA、2014年6月7日 土曜日）